# Spoorlijn Leiferde - Salzgitter Bad
De spoorlijn Leiferde - Salzgitter Bad is een Duitse spoorlijn in Nedersaksen en is als spoorlijn 1920 onder beheer van DB Netze.

## Geschiedenis
Het traject werd door de Deutsche Reichsbahn geopend op 6 oktober 1941 en verving de spoorlijn Braunschweig West - Salzgitter-Barum, waarmee een rechtstreekse verbinding vanaf Braunschweig Hauptbahnhof werd gerealiseerd.

## Treindiensten
De Deutsche Bahn verzorgt het personenvervoer op dit traject met RB treinen.
| Serie | Treinsoort                   | Route                                                               | Bijzonderheden                  |
| ----- | ---------------------------- | ------------------------------------------------------------------- | ------------------------------- |
| RB 44 | Regionalbahn (DB Regio Nord) | Braunschweig Hbf – Salzgitter-Lebenstedt                            | 1x per twee uur in het weekend  |
| RB 46 | Regionalbahn (DB Regio Nord) | Braunschweig Hbf – Salzgitter-Ringelheim – Seesen – Herzberg (Harz) | 1x per twee uur in het weekend. |

## Aansluitingen
In de volgende plaatsen is of was er een aansluiting op de volgende spoorlijnen:
Leiferde
DB 1901, spoorlijn tussen Braunschweig en Bad Harzburg
Salzgitter-Drütte
DB 1923, spoorlijn tussen Salzgitter-Drütte en Derneburg
DB 1925, spoorlijn tussen de aansluiting Hoheweg en Salzgitter-Drütte
DB 1928, spoorlijn tussen Fummelse en Salzgitter-Drütte
Salzgitter Bad
DB 1940, spoorlijn tussen Helmstedt en Holzminden
DB 9190, spoorlijn tussen Beddingen en Salzgitter Bad